# Erozija krečnjačkih padina
Erozija krečnjačkih padina je proces menjanja izgleda krečnjačkih padina usled uticaja mora, vetra i kiše. Krečnjačke stene izložene su sporoj eroziji pošto su tvrde i otporne na vremenske uticaje. Delići erozivnog materijala postepeno se talože u pukotinama izmedju kamenja i tako stvaraju osnovu plodne podloge, u kojoj biljke mogu da puštaju korenje. Meki delovi padina, gde je krečnjak pomešan sa ilovačom ili peskom, naprotiv brzo menjaju izgled. Morski talasi neprestano udaraju o obale i zajedno sa kišnicom se nakuplja u pukotinama stena dovedu do toga da se veliki delovi padina otkinu i padnu u more. Na novim stenama koje na taj način otkrije erozija, svakog proleća oživljavaju nove biljne vrste i životinje. Na pustom tlu rastu tratinčica i podbel, a polako počinje da raste i trava. Za nekoliko godina novootkrivena padina skoro potpuno obraste travom i drugim biljkama, a život se vraca na stari tok. Ovo stanje traje sve dok se opet ne odlomi veliki blok padine.